# Chiesa del Profeta Elia (Jaroslavl')
La chiesa del Profeta Elia (in russo  Церковь Ильи Пророка) è una storica chiesa ortodossa che sorge nella centralissima piazza Sovetskaya Ploshchad'  della città di Jaroslavl' in Russia.

## Storia e descrizione
La chiesa venne costruita tra il 1647 e il 1650 per volere dei mercanti Skripin sul sito di due edifici in legno. Ne risulta un complesso asimmetrico, in pietra bianca, incentrato sulla chiesa centrale sovrastata da cinque cupole a cipolla smaltate. Sul fronte dell'edificio, ai lati dell'ingresso, si trovano due torri: quella sinistra funge da campanile e quella destra sovrasta la Cappella della Deposizione della Sacra Veste. Le torri sono unite alla chiesa da gallerie coperte.
Nel 1658 la città venne devastata da un incendio e l'esterno della chiesa fu danneggiato. Si procedette subito ai restauri e nel 1680-81 si approfittò anche per decorare l'interno con affreschi. Vi lavorarono Sila Savin di Kostroma e artisti della bottega di Gurij Nikitin. La chiesa fu restaurata tra il 1898 e il 1904 sotto la direzione di Ivan A. Vakhraméev.
Nel 1920, l'edificio fu inserito nel patrimonio museale della riserva naturale di Jaroslavl'. Negli anni 30, la chiesa sfuggì alla demolizione. Nel 1938-1941 la Lega degli atei militanti creò al suo interno un museo anti-religioso in cui furono trasferite le reliquie di Jaroslavl'. Successivamente l''edificio venne interessato da vari restauri che avvennero nel 1955-56, 1960 e 1983. La chiesa fa parte degli edifici del centro storico della città di Jaroslavl' che dal 2005 sono considerati patrimonio UNESCO.